# Dopasia
Dopasia is een geslacht van hagedissen die behoren tot de hazelwormen (Anguidae). 

## Naam en indeling
De wetenschappelijke naam van de groep werd voor het eerst voorgesteld door John Edward Gray in 1853. Er zijn zeven soorten, de meest recent beschreven soort is Dopasia hainanensis uit 1984. 

## Verspreiding en habitat
Alle soorten komen voor in delen van Azië en leven in de landen China, Indonesië, India, Maleisië, Myanmar, Nepal, Taiwan, Thailand en Vietnam.

## Soorten
Het geslacht omvat de volgende soorten, met de auteur en het verspreidingsgebied.
| Naam                 | Auteur                  | Verspreidingsgebied                             |
| -------------------- | ----------------------- | ----------------------------------------------- |
| Dopasia buettikoferi | Lidth de Jeude, 1905    | Indonesië, Maleisië                             |
| Dopasia gracilis     | Gray, 1845              | China, India, Myanmar, Nepal, Thailand, Vietnam |
| Dopasia hainanensis  | Yang, 1984              | China                                           |
| Dopasia harti        | Boulenger, 1899         | China, Taiwan, Vietnam                          |
| Dopasia ludovici     | Mocquard, 1905          | China, Vietnam                                  |
| Dopasia sokolovi     | Darevsky & Nguyen, 1983 | Vietnam                                         |
| Dopasia wegneri      | Mertens, 1959           | Indonesië                                       |